# Hotel Mario
Hotel Mario ist ein Puzzle-Videospiel, entwickelt von Fantasy Factory und veröffentlicht von Philips und Nintendo für die CD-i im Jahr 1994.

## Spielprinzip
Der Hauptcharakter in dem Videospiel ist Mario, der sieben Hotels durchqueren muss, um Prinzessin Peach zu retten. Jedes Hotel ist in Stufen eingeteilt und wird von einem Koopaling regiert. Das Ziel der Levels ist es, jede Tür zu schließen. Am Ende des Levels eines Hotels muss Mario gegen den jeweiligen Koopaling antreten. Das Besiegen des Koopalings bringt den Spieler zum nächsten Hotel.

## Hintergrund
Nachdem sich Nintendo dagegen entschied, dass Philips einen Werbespot für die Super Famicom erstellt, gab Nintendo der Firma die Erlaubnis, ihre Charaktere für Philips Spielkonsole CD-i zu benutzen. Das Spiel durchlief nur eine simple Entwicklung. Nintendo war wenig an der Entwicklung beteiligt.

## Rezeption
Das Spiel wurde stark kritisiert, da es für viele als Kopie der Mario Franchise wirkte. Hotel Mario gilt als eines der schlechtesten Mario-basierten Videospiele, aufgrund der Animation der sich schließenden Türen, der mangelhaften Steuerung und besonders wegen der Zwischensequenzen, die bis heute auf YouTube parodiert und verballhornt werden. Nebenbei galt die CD-i als kommerzieller Flop.